# Dikgonnye
Dikgonnye är en ort (village) i distriktet Kgatleng i Botswana. 